# Highlander

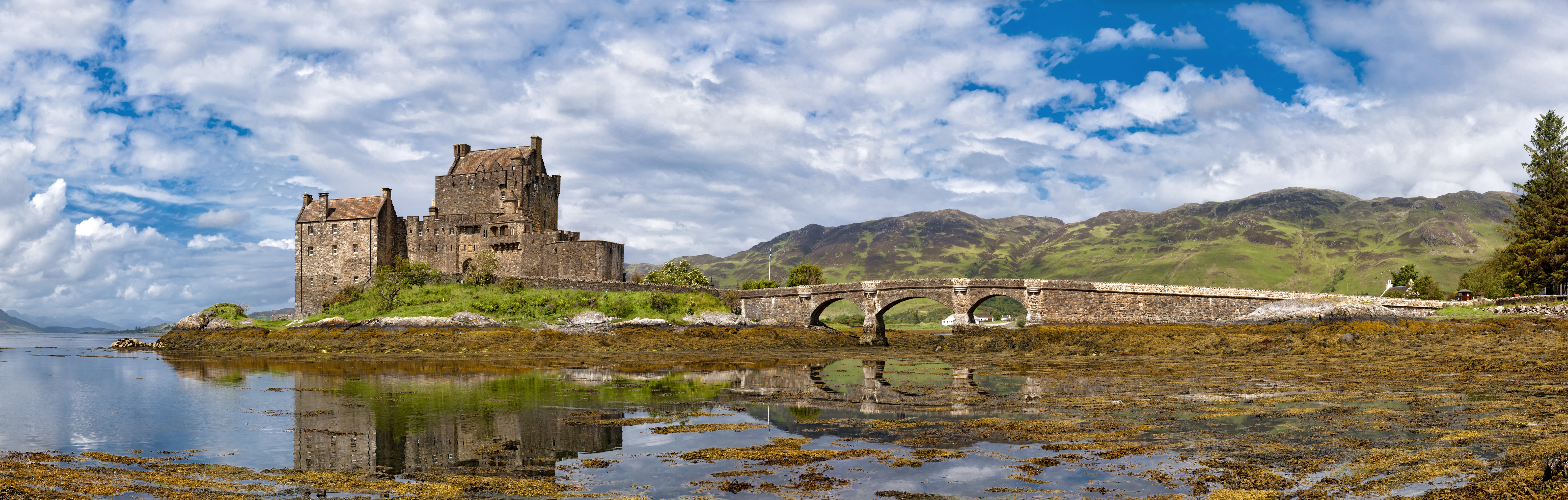
Scener i filmen spelades in vid Eilean Donan. Borgen föreställer Connors familjehem.

Highlander (bokstavligen Högländare) är en amerikansk-brittisk fantasy-action och äventyrsfilm från 1986 i regi av Russell Mulcahy med Christopher Lambert i huvudrollen som Connor MacLeod. Filmen hade Sverigepremiär den 5 september 1986.

## Handling
Connor McLeod (Christopher Lambert) föddes på skotska höglandet år 1518. Han är 450 år och kan inte dö, annat än om hans huvud skiljs från kroppen. Han är dock endast en av flera andra odödliga, som alla slåss om det mystiska Priset som kommer tillfalla den sista levande odödlige.

## Om filmen
Filmen fick flera uppföljare; Highlander II: The Quickening (1991), Highlander III: The Sorcerer (1994), Highlander: Endgame (2000) och den senaste Highlander: The Source (2007). Många fans av den första filmen var besvikna på uppföljarna och tyckte inte de levde upp till den första filmen. Detta har lett till att fans brukar säga den skämtsamma frasen: "There should have been only one" (Det borde bara funnits en), en parodi på filmens nyckelfras: "There can be only one" (Det kan bara finnas en). Lambert och Connery blev goda vänner under inspelningen. Inspelningen av det stora slaget i Höglandet var mycket svår enligt regissören, Russell Mulcahy. Det kom omväxlande snö och kraftigt regn och blåste ibland så hårt att regnet föreföll att falla horisontellt. Mulcahy var imponerad av att statisterna (nästan uteslutande män från närliggande byar) stod ut, särskilt när de knappt fick mer än flaska whisky för sitt slit.
Filmmusiken skrevs och framfördes till stor del av det kända brittiska rockbandet Queen. Från början var det meningen att Queen endast skulle göra en titellåt till filmen, men när bandet visades en tidig klippning av filmen blev de så tagna av filmen att de skrev 7 originallåtar till filmen, samt gjorde en cover på New York, New York. Freddie Mercury skrev Princes of the Universe, medan Brian May skrev Who Wants To Live Forever, Hammer to Fall och Gimme the Prize, Roger Taylor skrev A Kind Of Magic och A Dozen Red Roses for my Darling och John Deacon skrev One Year of Love.

## Rollista (i urval)
- Christopher Lambert - Connor 'The Highlander' MacLeod/Russell Edwin Nash
- Sean Connery - Juan Sanchez Villa-Lobos Ramirez
- Clancy Brown - Victor Kruger/The Kurgan
- Roxanne Hart - Brenda J. Wyatt
- Beatie Edney - Heather MacLeod
- Alan North - Lt. Frank Moran
- Jon Polito - Det. Walter Bedsoe
- Sheila Gish - Rachel Ellenstein
- Hugh Quarshie - Sunda Kastagir
- Christopher Malcolm - Kirk Matunas
- Peter Diamond - Iman Fasil
- James Cosmo - Angus MacLeod
- Celia Imrie - Kate MacLeod